# 大阪市立茨田中学校
大阪市立茨田中学校（おおさかしりつ まった ちゅうがっこう）は、大阪府大阪市鶴見区にある公立中学校。
1947年に当時の北河内郡茨田町（現在の大阪市鶴見区の一部）・同南郷村（現在の大東市の一部）が学校組合を作り、共同で茨田郷中学校として設置したことに始まる。同じく茨田郷中学校にルーツを持つ学校として、現在の大東市立南郷中学校がある。

## 沿革
- 1947年4月21日 - 北河内郡茨田町・南郷村学校組合立茨田郷中学校として創設。
- 1947年9月1日 - 学校組合を解消。茨田町立中学校となる。南郷村立中学校（現在の大東市立南郷中学校）を分離。
- 1955年4月3日 - 茨田町の大阪市への編入により、大阪市立茨田中学校に改称。
- 1964年4月1日 - 分校を設置（現在の大阪市立茨田北中学校）。
- 1968年4月1日 - 分校が大阪市立茨田北中学校として分離独立。
- 1981年4月1日 - 大阪市立横堤中学校を分離。
- 1991年 - プール竣工。
- 1992年 - 講堂兼体育館竣工。

## 通学区域
- 大阪市立茨田小学校、大阪市立茨田南小学校、大阪市立茨田西小学校の通学区域。

## 交通
- 地下鉄長堀鶴見緑地線 横堤駅 東へ約500m。

## ホームページ
- 大阪市立茨田中学校